# Ngunischild

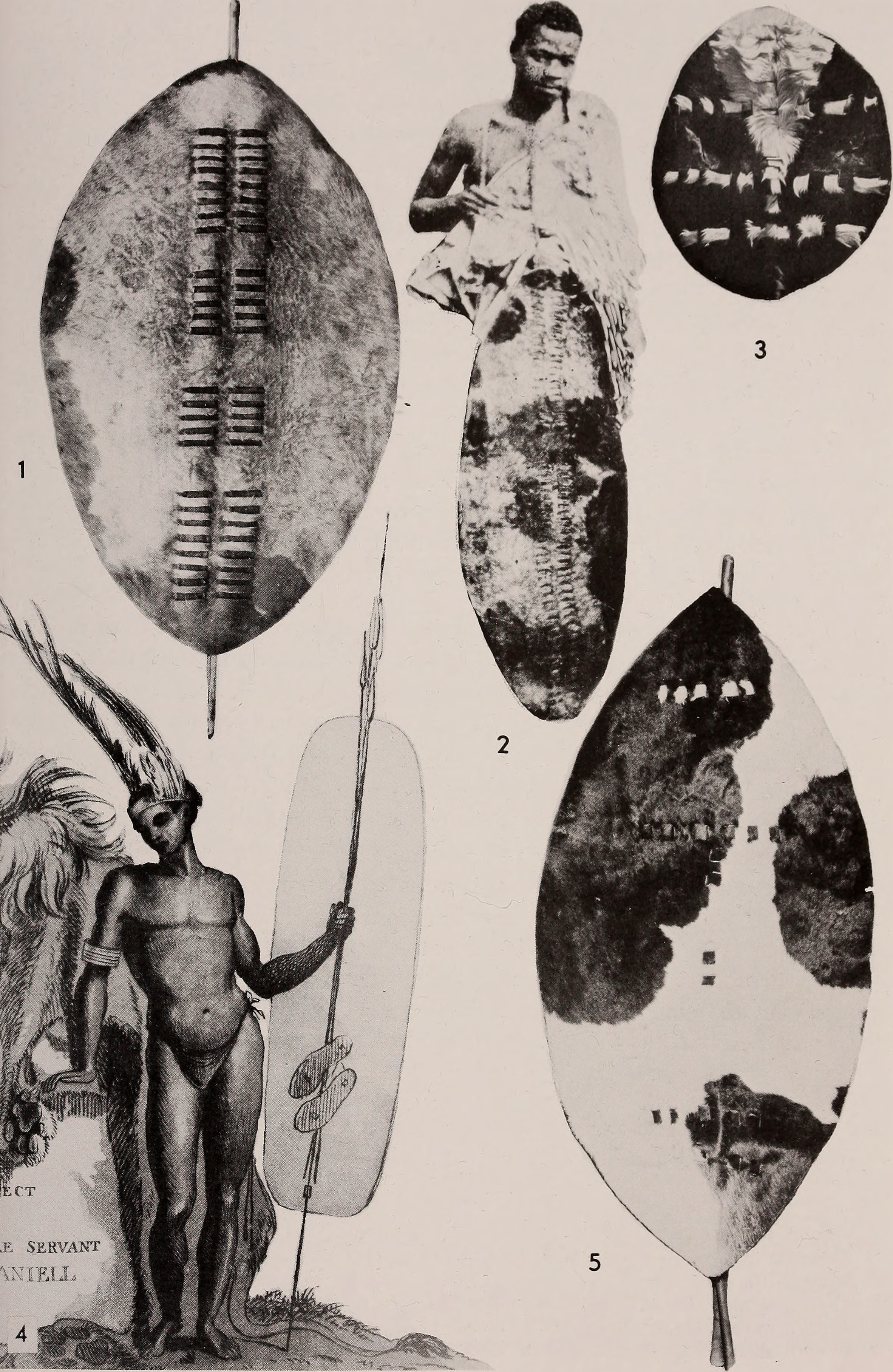
Verschillende schilden van de Xhosa.

Vlag van Swaziland

Het Ngunischild (Zoeloe: isihlangu, ihawu, ingubha; Xhosa: ikhaka, ikhawu ) is een ovaalvormig schild dat gemaakt is van leer, oorspronkelijk werden deze schilden van onbewerkte koeienhuiden gemaakt. Het werd gebruikt door verschillende bevolkingsgroepen van de Nguni, waaronder de Zoeloes, Xhosa en Swazi. Tegenwoordig wordt het alleen nog voor ceremoniële doeleinden gebruikt. Op de vlag van Swaziland is een Ngunischild afgebeeld.
Ngunischilden werden door koningen en leiders opgeslagen om ten tijde van oorlog te distribueren. 

## Typen
Isihlangu - De isihlangu is een schild van ca. 150 cm lengte. dit schild kon gebruikt worden om het schild van de tegenstander weg te trekken of duwen wat voor een opening voor een aanval zorgt. Shaka Zoeloe zou dit type schild hebben gebruikt.
Umbumbuluzo - De umbumbuluzo was een kortere maar stevigere variant van de isihlangu. Deze schilden werden door onder andere Cetshwayo ingezet.
Ihubelo - De ihubelo was een groot schild dat gebruikt werd bij jacht.